# Ploettnerulaceae
Ploettnerulaceae is een familie van de Leotiomycetes, behorend tot de orde van Helotiales. Het typegeslacht is Ploettnerula, maar de enige soort uit dit geslacht is overgezet naar het geslacht Pirottaea als Ploettnerula trichostoma.

## Taxonomie
De familie bestaat uit de volgende geslachten:
- Cadophora
- Collembolispora
- Cylindrosporium
- Dennisiodiscus
- Lasiomollisia
- Mastigosporium
- Mycochaetophora
- Nothophacidium
- Oculimacula
- Pirottaea
- Pyrenopeziza
- Rhynchosporium
- Rhexocercosporidium